# Cocconia machaerii
Cocconia machaerii är en svampart som beskrevs av Henn. 1902. Cocconia machaerii ingår i släktet Cocconia och familjen Parmulariaceae.   Inga underarter finns listade i Catalogue of Life.